# Karl August Folkers
Karl August Folkers (Decatur (Illinois), 1 de septiembre de 1906-New London (Nuevo Hampshire), 7 de diciembre de 1997) fue un bioquímico estadounidense.

## Biografía
Folkers se graduó en la Facultad de Ciencias y Artes Liberales de la Universidad de Illinois en Urbana-Champaign en 1928. En 1986, la institución le otorgó el premio Alumni Achievement Award.
Su carrera transcurrió principalmente en Merck. Desempeñó un papel relevante en el aislamiento de la vitamina B12 en 1947, que es uno de los complejos vitamínicos más estructurales. Como equipo de investigación de Merck Pharmaceuticals, Folkers, Fern P. Rathe y Edward Anthony Kaczka fueron los primeros en aislar el antibiótico novobiocina en 1955. Su equipo también aisló el antibiótico cicloserina. En 1958, su equipo determinó la estructura de la coenzima Q10.
Posteriormente se desempeñó como director del Instituto de Investigación Biomédica de la Universidad de Texas en Austin, donde también fue profesor de Química Ashbel Smith. En reconocimiento a sus contribuciones científicas, recibió la Medalla Perkin en 1960, la Medalla William H. Nichols en 1967, la Medalla Priestley en 1986 y la Medalla Nacional de Ciencias en 1990.